# Hil Hernández
Hil Yesenia Hernández Escobar (Castro, 1 de diciembre de 1983) es una modelo chilena, ganadora del concurso de belleza Miss Tierra 2006 realizado en Manila (Filipinas).

## Biografía
Hija de René Hernández y de Yorky Escobar, es la menor de tres hermanos. Es técnico en turismo y periodista, además de ser modelo.
En 2004 participó en Miss Model of the World, resultando semifinalista, y en el certamen Reina Sudamericana. Dentro de Chile, participó en Miss Mundo Chile 2003, donde fue finalista, y en Miss Tierra Chile 2004. Posteriormente, ganó la corona de Miss Tierra, uno de los cuatro más importantes certámenes de belleza internacional, cuya misión es promover causas medioambientales y la preservación de la Tierra.
En la década de 2020 fue guionista y productora ejecutiva del programa La isla grande de Flo, emitido por el canal de televisión educativa NTV de Chile.

## Su reinado como Miss Tierra 2006
Ganó el concurso de belleza Miss Tierra en Filipinas el 26 de noviembre de 2006, pasando a ser la primera —y hasta ahora única— chilena en lograrlo. Fue elegida entre un total de noventa candidatas, representantes de igual número de países y territorios, que compitieron en la sexta versión del certamen que por segunda vez se realizó en Manila.
Después de ser coronada, viajó representando a la organización Miss Tierra por Bolivia, Camboya, China, Filipinas, Indonesia, Singapur, Vietnam y su país, Chile. En Singapur fue la encargada de animar la gala de la UNEP (United Nations Environment Programme) mientras que en Filipinas participó en eventos y campañas ecológicas junto con Miss Agua, Catherine Untalan, como la campaña "The Clean Air" y el evento "Clean up-day", entre muchos otros en el mundo.